# Zeitschrift für Wirtschaftsrecht
Die Zeitschrift für Wirtschaftsrecht (ZIP) ist eine juristische Fachzeitschrift, die den Bereich des Gesellschafts-, Handels-, Bank- und Insolvenzrechts abdeckt. Sie erschien von Januar 1980 bis Oktober 2019 im RWS Verlag Kommunikationsforum (Köln) und richtet sich gleichermaßen an Richter, Rechtsanwälte, Insolvenzverwalter, Unternehmensjuristen und Rechtswissenschaftler. Seit November 2019 erscheint sie beim Verlag Dr. Otto Schmidt (Köln).
Die ZIP wurde im Januar 1980 unter dem Titel Insolvenzrecht – Zeitschrift für die gesamte Insolvenzpraxis eingeführt und im August 1980 in Zeitschrift für Wirtschaftsrecht und Insolvenzpraxis umbenannt. Seit Januar 1983 trägt sie den heutigen Titel, die Abkürzung „ZIP“ wurde jedoch beibehalten.
Auf einzelne Artikel verweist man durch Angabe des Kürzels „ZIP“, des Jahrgangs und der Seite. Bei Verweisen auf Gerichtsentscheidungen, die in der ZIP abgedruckt worden sind, wird zusätzlich das Gericht genannt. So steht beispielsweise die Angabe „BGH ZIP 2005, 1588“ für eine Entscheidung des Bundesgerichtshofs (im Beispiel: „Erben-Nachweis“), die auf Seite 1588 und ggf. noch folgenden Seiten des Jahrgangs 2005 abgedruckt wurde.